# Rerum orientalium
Rerum orientalium est une encyclique du pape Pie XI, publiée le 8 septembre 1928, qui est consacrée à la promotion des études sur les Églises orientales (notamment l'histoire à travers des missionnaires tels que Cyrille et Méthode) au sein de la catholicité dans son entier. En particulier, Pie XI appelle les catholiques à une meilleure compréhension du christianisme orthodoxe.
Pour Pie XI, l'unité des chrétiens est primordiale, comme il l'a déjà dit dans son encyclique Mortalium animos du janvier 1928. L'étude de la religion orthodoxe doit donc toujours se faire en harmonie et en union avec l'Église catholique. La formation des professeurs et des responsables est confiée aux évêques locaux, dans le respect du droit canonique. L'histoire et la liturgie orientales doivent être enseignées dans les universités catholiques et les séminaires locaux.

## Source
- (de) Cet article est partiellement ou en totalité issu de l’article de Wikipédia en allemand intitulé « Rerum orientalium » (voir la liste des auteurs).